# Aero L-159 ALCA
Aero L-159 ALCA — чеський навчально-тренувальний та навчально-бойовий літак (легкий багатоцільовий штурмовик). Літак створений на базі L-59 і є подальшим розвитком L-39 Albatros.
L-159 ALCA (Advanced Light Combat Aircraft) розроблений чеською фірмою Aero Vodochody. Здійснив перший політ 2 серпня 1997 року. Публічний дебют L-159 відбувся 5-6 червня 1999 року в рамках авіаційного шоу SIAD-1999 в Братиславі. Одномісний L-159 ALCA був прийнятий на озброєння чеських ВПС у 2001 році, двомісний L-159T — у 2007 році.

## Історія створення
Роботи зі створення нового багатоцільового літака почалися в 1992 році. До літа 1993 року було сформовано чотири концепції майбутньої машини — дві на базі двигуна ДВ-2, а дві на базі імпортних агрегатів. В результаті конкурсу було обрано проєкт на базі більш потужного іноземного двигуна. Для цього був обраний F124 фірми Garret, що було офіційно затверджено влітку 1994 року. Перший прототип нової машини побудовано в 1997 році, а перший політ відбувся 2 серпня того ж року. Програма льотних випробувань проходила до середини 1999 року. Перша серійна машина надійшла на озброєння чеських ВПС 20 жовтня 1999 року.

## Модифікації
- L-159A — одномісна базова модифікація, побудовано 72 примірники. У виробництві по 2004 рік.
- L-159E — експортне позначення L-159A для американської фірми Draken International. 21 екземпляр.
- L-159B — двомісна модифікація, побудований 1 прототип.
- L-159T1 — двомісний навчально-бойовий літак, перебудований зі списаних L-159A. Перебудовано 6 машин. Для ВПС Іраку в серії з 2017 року.
- L-159T1+ — варіант L-159T з новою авіонікою і радаром. 1 прототип.
- L-159T2 — двомісний навчально-бойовий літак, перебудований зі списаних L-159A.
- F/A-259 — літак призначений для програми «легкої повітряної підтримки / збройної розвідки[en]» ВПС США. Боєздатний варіант вперше був представлений на авіашоу Фарнборо 16 липня 2018 року. Розроблений у співпраці з Israel Aerospace Industries і оснащений двигуном Honeywell F124-GA-100.

## Тактико-технічні характеристики
Дані відповідають модифікації L-159A.
Технічні характеристики
- Екіпаж: 1 пілот
- Довжина: 12,72 м
- Розмах крила: 8,70 м
  - з ППБ на закінцівках: 9,54 м
- Висота: 4,77 м
- Площа крила: 18,80 м²
- Профіль крила: NACA 64A-012
- Коефіцієнт подовження крила: 4,8 (з ППБ на закінцівках)
- Кут стрілоподібності по передній крайці: 6° 30'
- База шасі: 4,56 м
- Колія шасі: 2,42 м
- Маса спорядженого: 4320 кг
- Максимальна злітна маса: 8000 кг
- Максимальна посадкова маса: 6000 кг
- Максимальна маса без палива: 6810 кг
- Маса палива у внутрішніх баках: 1547 кг (+ 1377 кг в ППБ)
- Обсяг паливних баків: 1980 л (+ 1700 л в ППБ)
- Силова установка: 1 × ТРДД Honeywell / ITEC F124-GA-100
- Тяга: 1 × 28,2 кН

льотні характеристики
- Максимально допустима швидкість: 960 км / год
- Максимальна швидкість: 936 км / год
- Швидкість звалювання: 185 км / год
- Бойовий радіус: 790 км (з підвісною гарматою, 2 × бомбами Mk.82, 2 × AIM-9 і 2 × 500 л ППБ)
- Практична дальність: 1570 км
- Перегонна дальність: 2530 км (з ППБ)
- Швидкопідйомність: 62,1 м / с
- Навантаження на крило: 425,5 кг / м²
- Тяго оснащеність: 0,36 (без підвісок з 50 % запасом палива)
- Довжина розбігу: 470 м (без підвісок)
- Довжина пробігу: 628 м (без підвісок)
- Максимальне експлуатаційне перевантаження: +8 / -4g

Озброєння
- Точки підвіски: 7 з навантаженням:
  - 1 × 300 кг фюзеляжний
  - 2 × 550 кг внутрішні на крилі
  - 2 × 320 кг середні на крилі
  - 2 × 150 кг зовнішні на крилі
- Бойове навантаження: 2340 кг
- Керовані ракети:
  - ракети «повітря-земля»: до 4 × AGM-65
  - ракети «повітря-повітря»: до 4 × AIM-9
- Некеровані ракети: до 4 блоків SUU-29  або  CRV7
- Бомби: до 4 вільнопадаючих або коректованих бомб

## Експорт
Ірак — 12 жовтня 2012 року було оголошено про досягнуту домовленість про придбання 28 L-159, 24 з яких будуть нові і 4 будуть поставлені зі складу чеських ВПС. Загальна вартість контракту, включаючи обслуговування, постачання компонентів і озброєння, оцінюється в 1 млрд долл США. Літаки отримають позначення L-159BQ.
Aero Vodochody у 2017-му веде переговори про подальші постачання L-159 Іраку і двом іншим потенційним покупцям, тому розглядає можливість поновлення серійного виробництва

## На озброєнні
Чехія:
- ВПС Чехії — 16 L-159, 5 L-159T1 і 3 L-159T2 станом на 2020 рік[7]

 Ірак:
- ВПС Іраку — 10 L-159А і 1 L-159T1, станом на 2020 рік[8]

## Бойове застосування
13 червня 2016 року Міністерство оборони Іраку заявило про бойове застосування L-159. Глава військового відомства Халед аль-Обейді особисто очолив ланку літаків, в якому також перебували L-159, здійснили бомбардування позицій Ісламської Держави в Ель-Фаллуджі.

## Авіаційні катастрофи
- 24 лютого 2003 року L-159A ВПС Чехії розбився біля міста Їнце. Пілот загинув[10].
- 22 листопада 2012 року L-159A чеських ВПС розбився за 50 км від міста Колін[11]. Пілот загинув[12].

## Порівняння з аналогами
|                             | Як-130               | Aermacchi M-346                    | BAE Hawk T2 (Mk. 128) LIFT        | Hongdu L-15        | Aero L-159 ALCA               | KAI T-50 Golden Eagle         |
| --------------------------- | -------------------- | ---------------------------------- | --------------------------------- | ------------------ | ----------------------------- | ----------------------------- |
| Зовнішній вигляд            |                      |                                    |                                   |                    |                               |                               |
| Вартість одиниці, $         | ~15 млн.(на експорт) | ~30-35 млн.                        | 29-33 млн.                        | ~10 млн.           | 10-12 млн.                    | ~25 млн.                      |
| Прийнятий на озброєння, рік | 2010                 | 2011                               | 2009                              | 2013               | 2001                          | 2007                          |
| Роки виробництва            | з 2009               | з 2010                             | н/д                               | з 2012             | з 1997                        | з 2005                        |
| Розмах крила, м             | 9,84                 | 9,72                               | 9,94                              | 9,48               | 9,54                          | 9,45                          |
| Довжина, м                  | 11,24                | 11,49                              | 12,43                             | 12,27              | 12,72                         | 13,14                         |
| Маса порожнього, кг         | 4600                 | 4600                               | 4480                              | 4960               | 4350                          | 6354                          |
| Макс. злітна маса, кг       | 10 290               | 10 200                             | 9100                              | 9500               | 8000                          | 13 500                        |
| Бойове навантаження, кг     | 3000                 | 3000                               | 3000                              | 3000               | 2700                          | н/д                           |
| Практична стеля, м          | 12 500               | 13 700                             | 13 500                            | 16 000             | 13 200                        | 14 630                        |
| Макс. швидкість, км/год     | 960                  | 1060                               | 1030                              | 1715               | 936                           | 1485                          |
| Дальність без ППБ, км       | 1647                 | 2000                               | 2500                              | н/д                | 1600                          | 1900                          |
| Двигун                      | 2 × ТРД АІ-222-25    | 2 × ТРД Honeywell/ITEC F124-GA-200 | 1 × ТРД Rolls-Royce Adour Mk. 951 | 2 × ТРД АІ-222-25Ф | 1 × ТРД Honeywell F124-GA-100 | 1 × ТРД General Electric F404 |
| Макс. тяга двигуна, кН      | 2 × 24,7             | 2 × 27,8                           | 1 × 29,0                          | 2 × 24,7 (41,2)    | 1 × 28,2                      | 1 × 53,07 (78,7)              |
| Вироблено                   | 131                  | 49                                 |                                   |                    | 72                            | 99                            |
| Замовлено                   | 137                  | 57                                 |                                   |                    |                               |                               |